# Arcieparchia di Baghdad dei Siri
L'arcieparchia di Baghdad dei Siri (in latino Archieparchia Babylonensis Syrorum) è una sede della Chiesa cattolica sira in Iraq immediatamente soggetta alla Santa Sede. Nel 2022 contava 15.400 battezzati. È retta dall'arcieparca Ephrem Yousif Abba Mansoor.

## Territorio
La diocesi comprende la città di Baghdad, dove si trova la cattedrale di Nostra Signora della Liberazione.
Il territorio è suddiviso in 4 parrocchie.

## Storia
Fin dalla sua fondazione (762), Baghdad accolse una nutrita comunità di cristiani. Tra questi, una comunità di cristiani giacobiti, che ebbero ben presto un loro vescovo, suffraganeo dell'arcieparca di Takrit. Nel 1002 è nota la cattedrale dei Siri, dedicata a Mar Toma.
La città di Baghdad subì pesanti distruzioni ad opera di Tamerlano (nel 1401) e con altri condottieri (nel 1411 e nel 1501), che dettero un colpo mortale alla presenza cristiana nella città. Tuttavia, nel 1607 e nel 1619, le antiche cronache menzionano la presenza di piccoli gruppi di Giacobiti e di Nestoriani, che celebravano le liturgie in case private, poiché non vi era alcuna chiesa in tutta la città.
Nel 1626 i Cappuccini acquistarono un ospizio a Baghdad; la loro azione missionaria favorì il passaggio al cattolicesimo di un numero sempre più alto di famiglie giacobite (e nestoriane). La comunità siro-cattolica, che si accrebbe anche di immigrati provenienti da Mosul e Mardin, costruì la propria chiesa nel 1842.
Il 28 settembre 1862 fu eretta l'arcieparchia di Baghdad dei Siri, ricavandone il territorio dall'arcieparchia di Mosul.
Nel 1982 ha ceduto una porzione di territorio a vantaggio dell'erezione dell'esarcato patriarcale di Bàssora e Golfo.
Il 31 ottobre 2010 un attentato terroristico nella cattedrale dell'arcieparchia durante la celebrazione della liturgia ha provocato decine di vittime e di feriti

## Cronotassi dei vescovi
Si omettono i periodi di sede vacante non superiori ai 2 anni o non storicamente accertati.
- Atanasio Raffaele Ciarchi † (30 settembre 1862 - ?)
- Atanasio Ignace Nuri † (11 marzo 1894 - 1908 dimesso[4])
- Atanasio Giorgio (Cyrille) Dallal † (4 settembre 1912 - 31 luglio 1926 nominato arcieparca di Mosul)
- Atanasio Giulio Behnam Kalian † (6 agosto 1929 - 17 febbraio 1949 deceduto)
- Atanasio Paolo Hindo † (5 agosto 1949 - 14 agosto 1953 deceduto)
- Atanasio Giovanni Daniele Bakose † (2 dicembre 1953 - 12 gennaio 1983 deceduto)
- Atanasio Matti Shaba Matoka † (15 luglio 1983 - 1º marzo 2011 ritirato)
- Ephrem Yousif Abba Mansoor, dal 1º marzo 2011

## Statistiche
L'arcieparchia nel 2022 contava 15.400 battezzati.
| anno | popolazione | popolazione | popolazione | presbiteri | presbiteri | presbiteri | presbiteri                | diaconi | religiosi | religiosi | parrocchie |
| anno | battezzati  | totale      | %           | numero     | secolari   | regolari   | battezzati per presbitero | diaconi | uomini    | donne     | parrocchie |
| ---- | ----------- | ----------- | ----------- | ---------- | ---------- | ---------- | ------------------------- | ------- | --------- | --------- | ---------- |
| 1949 | 6.000       | ?           | ?           | 10         | 10         |            | 600                       |         |           |           | 5          |
| 1970 | 14.800      | ?           | ?           | 9          | 9          |            | 1.644                     |         |           |           | 8          |
| 1980 | 20.800      | ?           | ?           | 6          | 6          |            | 3.466                     | 3       |           |           | 8          |
| 1990 | 23.350      | ?           | ?           | 6          | 6          |            | 3.891                     | 3       |           |           | 4          |
| 1999 | 24.000      | ?           | ?           | 7          | 7          |            | 3.428                     | 2       |           |           | 4          |
| 2000 | 24.000      | ?           | ?           | 9          | 9          |            | 2.666                     | 2       |           |           | 4          |
| 2001 | 24.500      | ?           | ?           | 9          | 9          |            | 2.722                     | 1       |           |           | 4          |
| 2002 | 25.000      | ?           | ?           | 9          | 9          |            | 2.777                     | 1       |           |           | 4          |
| 2003 | 25.000      | ?           | ?           | 7          | 7          |            | 3.571                     | 1       |           |           | 4          |
| 2004 | 25.000      | ?           | ?           | 6          | 6          |            | 4.166                     | 1       |           |           | 4          |
| 2009 | 18.000      | ?           | ?           | 7          | 7          |            | 2.571                     |         |           |           | 3          |
| 2012 | 8.000       | ?           | ?           | 4          | 4          |            | 2.000                     | 1       |           |           | 3          |
| 2015 | 5.000       | ?           | ?           | 4          | 4          |            | 1.250                     |         |           | 2         | 3          |
| 2018 | 3.000       | ?           | ?           | 3          | 3          |            | 1.000                     |         |           |           | 3          |
| 2020 | 15.000      | ?           | ?           | 6          | 5          | 1          | 2.500                     |         | 1         |           | 3          |
| 2022 | 15.400      | ?           | ?           | 6          | 5          | 1          | 2.566                     |         | 1         |           | 4          |